# Aniana Vargas
Aniana Ondina Vargas Jáquez o Aniana Vargas (Bonao, 13 de marzo de 1930-16 de diciembre de 2002) más conocida como La madre de las aguas, fue una activista política antitrujillista, y líder campesina, defensora de la conservación del medio ambiente en la República Dominicana.

## Historia
Vargas nació en Bonao en 1930. En 1956 se inició en la política, tras ser perseguida y exiliada por el dictador dominicano Rafael Leónidas Trujillo.
El exilio no detuvo a Vargas y en 1959, apoyó, desde Nueva York, a los expedicionarios del Movimiento 14 Junio, que dirigía Manuel Aurelio Tavárez Justo, en sus actividades en contra del régimen. Luego del ajusticiado de Trujillo, Aniana Vargas regresó a la República Dominicana y se integró al comité de dirección de dicho movimiento político. Vargas fue una mujer activa en el quehacer político que determinaba el rumbo del país y promovía la libertad. Es por esto que, en 1963 y 1964, también participó en la resistencia contra el Triunvirato.

## Trayectoria
En abril de 1965, al estallar la guerra, Aniana Ondina Vargas fue asignada por la dirección del 14 de Junio al comando que se estableció en la calle Juan de Morfa, zona donde hubo mayores combates durante la guerra, el cual estaba dirigido por Roberto Duvergé, un dirigente histórico del 14 de Junio. Este posicionamiento le permitió a Vargas destacar en el Movimiento.
Su desenvolvimiento le permitió, junto a Duvergé, ingresar en la zona del cordón de seguridad, donde habilitaron una escuela de formación político-militar para entrenar a los miembros del 14 de Junio. La experiencia que alcanzó Aniana Vargas como luchadora la convirtió en instructora de la Academia 24 de Abril, entidad que formó a miles de combatientes.
Vargas también estuvo trabajando para el 14 de Junio en la zona de Padre Las Casas, donde operaba, en la zona montañosa, el Triángulo Estratégico del movimiento. Además, trabajó para la línea roja del 14 de Junio en Puerto Plata y otras regiones.
Aniana Vargas Ondina no dejó de destacarse en cada grupo al que pertenecía y en 1966 fue seleccionada como la más sobresaliente de las seis mujeres que el 14 de junio envió a China continental, a recibir entrenamiento político-militar. Allí, entre el 1966 y 1968, vivió la Revolución Cultural proletaria de China.
Desde la Fundación Tavárez Justo, Vargas se destacó en el combate a las disposiciones de aplicación de las medidas recomendadas por el Fondo Monetario Internacional en esa época, y en 1989 inició la lucha contra Falconbridge Dominicana. En la década de 1990 se integró activamente a la lucha campesina a través de la Federación de Campesinos Hacia el Progreso (FCHP), una organización fundada por los campesinos del Alto Yuna bajo el liderazgo del entonces joven Esteban Polanco Colón. Su participación en la federación fue ampliamente valorada por su compromiso con las causas rurales y medioambientales, aunque posteriormente se retiró de la organización.
Aniana Vargas Ondina Jáquez fue colaboradora del periódico El Nacional, donde mantenía una columna en defensa del medio ambiente y de los campesinos.
Falleció el 16 de diciembre del 2002, en Bonao, a los 72 años.

## Reconocimientos
En la República Dominicana se encuentra el parque nacional Aniana Vargas, nombrado así en su honor. Engloba la Presa de Hatillo, localizada entre las provincias Sánchez Ramírez y Monseñor Nouel. Este es considerado el reservorio de aguas dulces más importante y grande de la región del Caribe.
También en su pueblo natal Bonao, República Dominicana, hay una calle que lleva su nombre.